# Carl Gegenbaur
Carl o Karl Gegenbaur (21 de agosto de 1826, Würzburg - 14 de junio de 1903, Heidelberg) fue un anatomista alemán. 

## Biografía
En 1845 entró en la universidad de Würzburg, donde estudió con anatomistas y fisiólogos como Rudolph Albert von Kölliker y Rudolf Virchow. Después de obtener el doctorado, viajó por Italia antes de volver a su ciudad natal. 
En 1855 se incorporó a la Facultad de Medicina de la Universidad de Jena, donde tres años más tarde obtuvo la cátedra de anatomía y fisiología. 
En 1873, Gegenbaur pasó a ser catedrático de la universidad de Heidelberg, donde dirigirá también el Instituto de Anatomía. Sus trabajos le valieron la medalla Copley en 1896.

## Obra

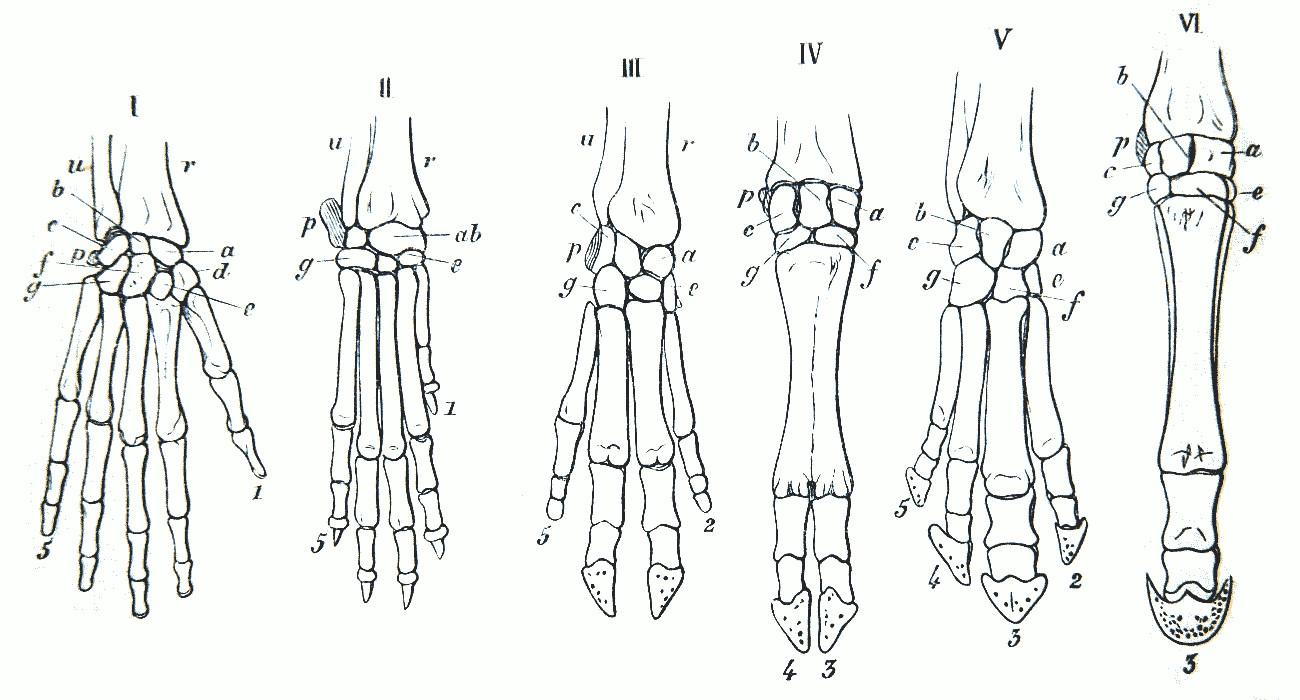
Gegenbaur: homología entre miembros anteriores (1870).

Al principio, el trabajo de Gegenbaur se centró en los invertebrados, pero debido a su formación en medicina Gegenbaur reorientó sus intereses hacia la anatomía comparada y la embriología del esqueleto y el sistema nervioso de los vertebrados. 
Su obra más conocida es Grundriss der vergleichenden Anatomie (Leipzig, 1874; 1878) (Elementos de Anatomía Comparada). Publicada en 1859, antes de la aparición de El origen de las especies, la obra se enmarca en la tradición de la morfología idealista. No obstante, a partir de la segunda edición (1870), Gegenbaur fue dotando al enfoque trascendental de una lectura filogenética. Al igual que Jacques von Bedriaga y Ernst Haeckel, Gegenbaur subraya la importancia de la embriología para el estudio de la evolución, basándose en la anatomía comparada de los órganos homólogos.

## Honores
- Sociedad Zoológica de Londres

### Eponimia
- Atelocystis gegenbauri Haeckel, 1896
- Dolioletta gegenbauri Uljanin, 1884
- Eutima gegenbauri Haeckel, 1864
- Thliptodon gegenbauri Boas, 1886
- Leptocephalus gegenbauri Kaup, 1856
- Leucosolenia gegenbauri Haeckel, 1870

## Algunas publicaciones
- 1870. „Über das Skelet der Gliedmassen der Wirbeltiere im Allgemeinen und der Hintergliedmassen der Selachier insbesondere“. Jenaische Z. Med. Naturwiss. 5: 397-447
- 1871. „Ueber die Kopfnerven von Hexanchus und ihr Verhältnis zur „Wirbeltheorie des Schädels“. Jenaische Z. Med. Naturwiss. 6: 497-559
- 1872. „Untersuchungen zur vergleichenden Anatomie der Wirbeltiere. 3. Heft: Das Kopfskelet der Selachier, als Grundlage zur Beurtheilung der Genese des Kopfskeletes der Wirbelthiere“; Verlag von Wilhelm Engelmann, Leipzig
- 1872. „Über das Archipterygium“. Jenaische Z. Med. Naturwiss. 7: 131-141
- 1876. „Die Stellung und Bedeutung der Morphologie“. Morphol. Jahrb. 1: 1-19
- 1883. Text-book of Human Anatomy
- 1888. „Die Metamerie des Kopfes und die Wirbeltheorie des Kopfskeletes, im Lichte der neueren Untersuchungen betrachtet und geprüft“. Morphol. Jahrb. 13: 1-114
- 1889. „Ontogenie und Anatomie, in ihren Wechselbeziehungen betrachtet“. Morphol. Jahrb. 15: 1-9
- 1888. Die Metamerie des Kopfes und die Wirbeltheorie des Kopfskeletes im Lichte der neueren Untersuchungen betrachtet und geprüft. Morphol. Jahrb. XIII,
- 1892. Epiglottis
- 1898; 1901. Comparative Anatomy of the Vertebrates in relation to the Invertebrates
- 1901. Erlebtes und Erstrebtes. (autobiografía). Leipzig: Engelmann

## Abreviatura (zoología)
La abreviatura Gegenbaur  se emplea para indicar a Carl Gegenbaur como autoridad en la descripción y taxonomía en zoología.

## Lihe Centenary and Bicentenary Congress of Biology. Singapore, 2-9 de diciembre de 1958. Univ. of Malaya Press, Singapur 1960, pp. 44–50
- M. Fürbringer. Carl Gegenbaur. Heidelberger Professoren aus dem 19. Jahrhundert. Festschrift der Universität Heidelberg zur Zentenarfeier ihrer Erneuerung durch Karl Friedrich. 2: 389-466 (1903)
- M. Fürbringer. Carl Gegenbaur. Anat. Anz. 23: 589-608 (1903)
- M. Fürbringer. Karl Gegenbauer, in: Badische Biographien. VI. Teil. Winter, Heidelberg 1935, S. 22–31 (Digitalisat)
- U. Hoßfeld, L. Olsson, O. Breidbach (eds.) Carl Gegenbaur and Evolutionary Morphology. Theory in Biosciences Vol. 122. (2003)
- Manfred D. Laubichler. Carl Gegenbaur (1826–1903): Integrating comparative anatomy and embryology. J. of Experimental Zoology Part B: Molecular and Developmental Evolution Vol. 300B ( 1): 23–31, 15 de diciembre de 2003
- Christian Mitgutsch. On Carl Gegenbaur’s theory on head metamerism and the selection of taxa for comparisons Theory in Biosciences 122 ( 2-3): 204-229 (2003)
- L. K. Nyhart. Biology Takes Form. Animal Morphology and the German Universities, 1800-1900. The University of Chicago Press, Chicago / Londres 1995
- L. K. Nyhart. The importance of the “Gegenbaur school” for German morphology. Theory in biosciences 122 ( 2-3): 162-173 (2003)
- L. Plate. Jenaer Professoren als Förderer der Abstammungslehre. Verh. Dtsch. Zool. Ges. 30: 14-45 (1925)
- Frida von Uslar-Gleichen, Ernst Haeckel. Das ungelöste Welträtsel. Briefe und Tagebücher 1898–1903: 3 Bde. Wallstein Verlag